# Hong Shao Rou

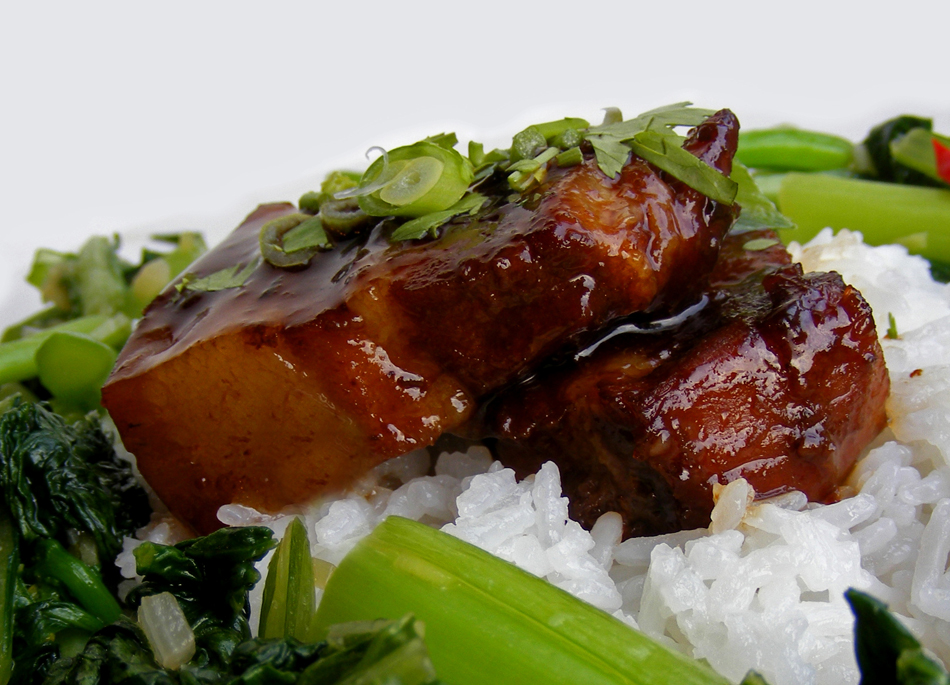
Hong Shao Rou

Hong Shao Rou (Kurzzeichen: 红烧肉, Langzeichen: 紅燒肉, Pinyin: hóngshāoròu), auch bekannt als rot geschmorter Schweinebauch, ist ein klassisches Schweinefleischgericht aus China, das aus Schweinebauch und einer Kombination aus Ingwer, Knoblauch, aromatischen Gewürzen, Chilis, Zucker, Sternanis, heller und dunkler Sojasauce und Reiswein rot gekocht wird. Dabei wird Hongshao (Kurzzeichen: 红烧, Langzeichen: 紅燒, Pinyin: hóngshāo, wörtlich übersetzt „rot gekocht“), eine Kochmethode, wobei das Essen langsam in Sojasauce und Zucker geschmort wird und daraus eine rötliche Farbe entsteht, angewendet.
Der Schweinebauch wird gekocht, bis Fett und Haut weich werden und diese sich leicht im Mund zergehen, während die Sauce normalerweise dick, süß und ziemlich klebrig ist. Das Gericht wird durch einen langen Schmorprozess zubereitet, bei dem die Flüssigkeit dicker wird. Es wird im Allgemeinen in den Feiertagen mit gedämpften Reis und dunkelgrünem Gemüse serviert. Zudem werden gekochte Hühnereier oder Gemüse als Beilage für das Gericht verwendet, damit die Säfte aufgesaugt werden können.

## Varianten

### China

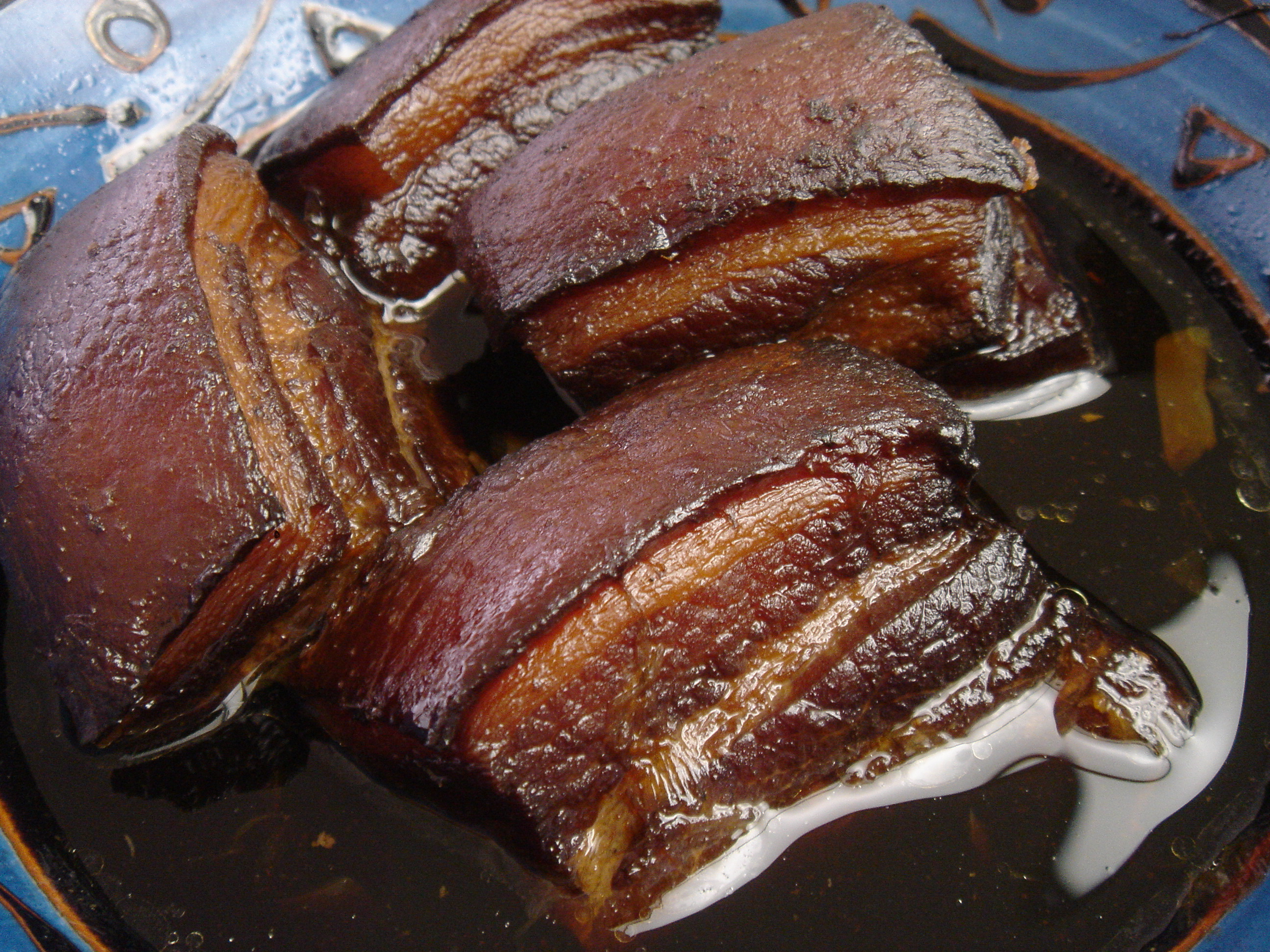
Dongpo Rou, eine Variante von Hong Shao Rou aus China

In vielen chinesischen Provinzen gibt es unterschiedliche Versionen von Hong Shao Rou. Die Variante aus der Provinz Hunan, die oft als „rot geschmortes Schweinefleisch nach Maos Familienart“ (chinesisch: 毛氏紅燒肉; Pinyin: Máo shì hóngshāoròu) genannt wird, gilt beispielsweise oft als einer der Lieblingsgerichte von Mao Zedong. Sie wird in den vielen Restaurants in Hunan und in ganz China serviert, die auf die Küche im „Mao-Stil“ spezialisiert sind. Die Popularität des Gerichts hat die Provinzregierung von Hunan dazu veranlasst, das Rezept des Gerichts zu kodifizieren und insbesondere zu entscheiden, dass für das authentische Hong Shao Rou nur Fleisch der berühmten Schweinerasse Ningxiang verwendet werden darf.
Eine weitere chinesische Variante des Hong Shao Rou ist Dongpo Rou, das am Mond-Neujahr oder an kalten Wintertagen gegessen wird. Einer Legende zufolge geht der Name des Gerichts Dongpo Rou auf dem Namen des angesehenen chinesischen Dichters, Schriftstellers, Politikers und Feinschmeckers Su Dongpo (Su Shi), der eine bedeutende Persönlichkeit während der Song-Dynastie war.

### Andere Länder
Hong Shao Rou ist nicht nur ein populäres Gericht in China, sondern auch in anderen asiatischen Ländern, beispielsweise Vietnam (thịt kho tàu, thịt kho hột vịt) oder Japan (Kakuni)

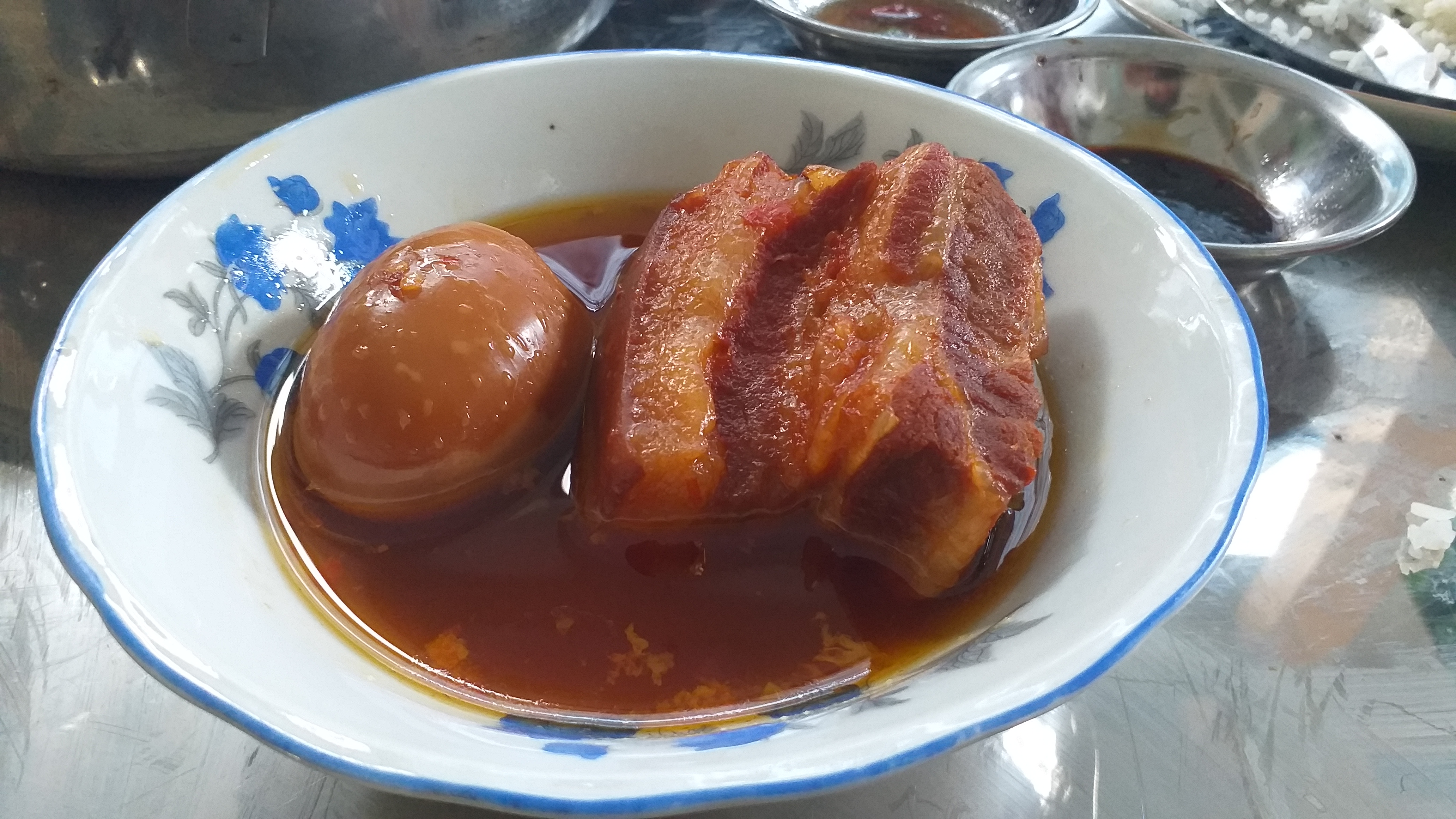
Thịt kho hột vịt, einer der vietnamesischen Varianten des Gerichts

Rot geschmorte Gerichte chinesischen Ursprungs sind in der vietnamesischen Küche sehr beliebt, da Vietnam einst 1000 Jahre lang von verschiedenen chinesischen Dynastien beherrscht wurde. Während die chinesische Version von Hong Shao Rou normalerweise mit Sojasauce zubereitete wird, wird die vietnamesische Version des Gerichts mit Fischsauce, Kokosmilch oder frisches Kokoswasser zubereitet. Dieses Gericht wird von den Nordvietnamesen oft als Thịt kho tàu bezeichnet. Eine weitere Variante des Gerichts aus Vietnam ist thịt kho hột vịt (wortwörtlich übersetzt „geschmortes Fleisch mit Enteneiern“). Thịt kho hột vịt wird aus der Provinz Fujian während der Republik China nach Vietnam in den Gebieten, in denen die Chinesen (Hoa) lebten, eingeführt wurde. Diese Variante heißt ursprünglich đậu du nhục (chinesisch: 豆油肉; Pinyin: Dòuyóu rong; Jyutping: dau6 jau4 juk6) und wird mit Gewürzen wie Sojasauce, Sichuan-Chili, Kandiszucker zum Karamellisieren, Austernsauce, Ingwer, Sternanis und Zimt zubereitet. Manchmal wird dieser Variante auch mit etwas Shaoxing-Reiswein zubereitet.

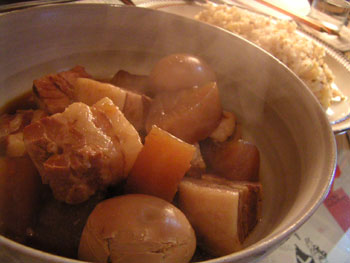
Kakuni, die japanische Variante von Hong Shao Rou

In Japan ist Hong Shao Rou als Kakuni bekannt, das als ein beliebtes Gericht der japanisch-chinesischen Küche und der regionalen Küchen (Meibutsu) von Kyushu und Nagasaki dient. Kakuni stammt höchstwahrscheinlich vom berühmten chinesischen Gericht Dongpo Rou ab, obwohl die Soße weniger dick als Hong Shao Rou ist.